# Östra förstaden, Halmstad

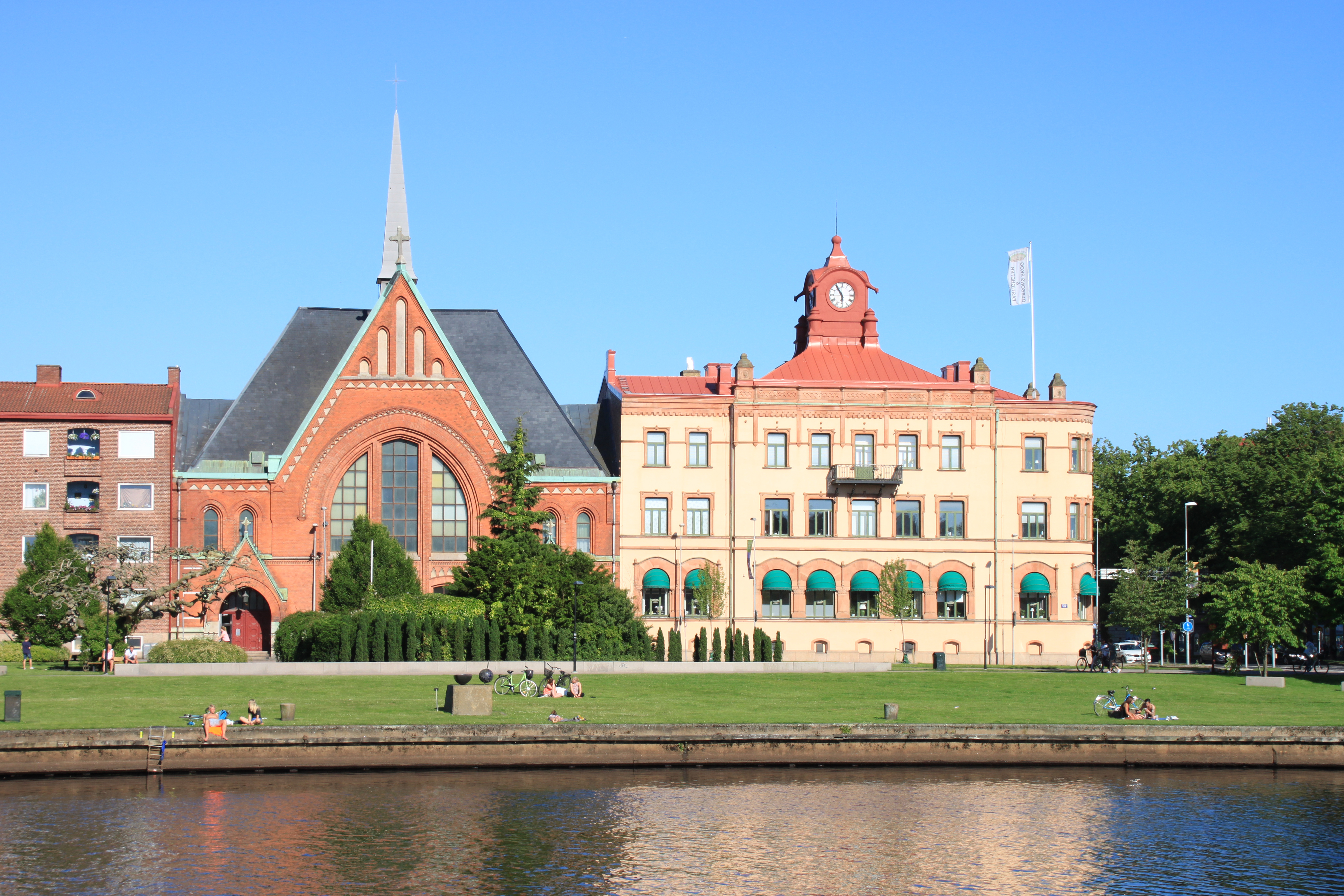
Immanuelskyrkan och Riksbankshuset vid Strandgatan i Östra Förstaden

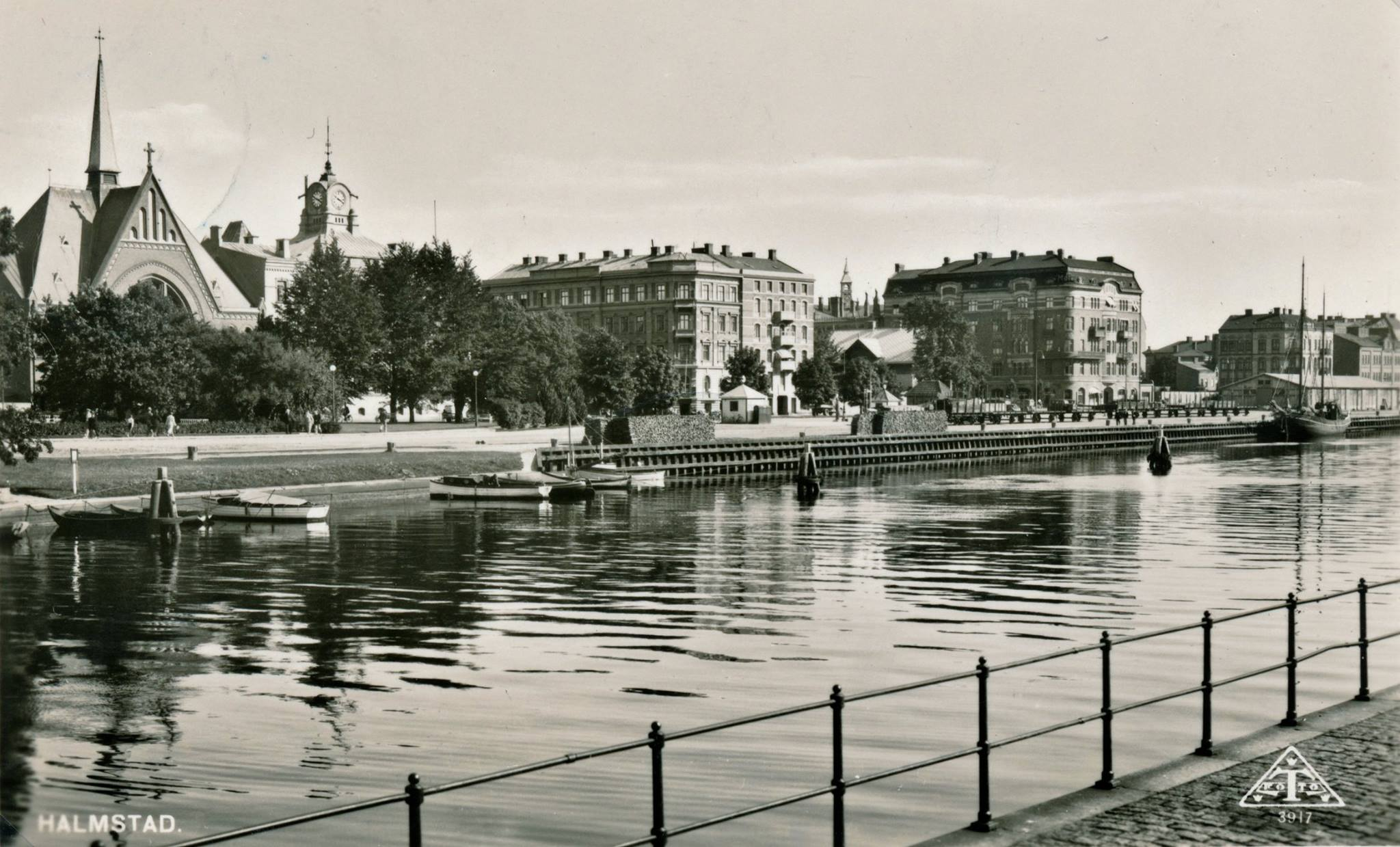
Strandgatan, efter 1900

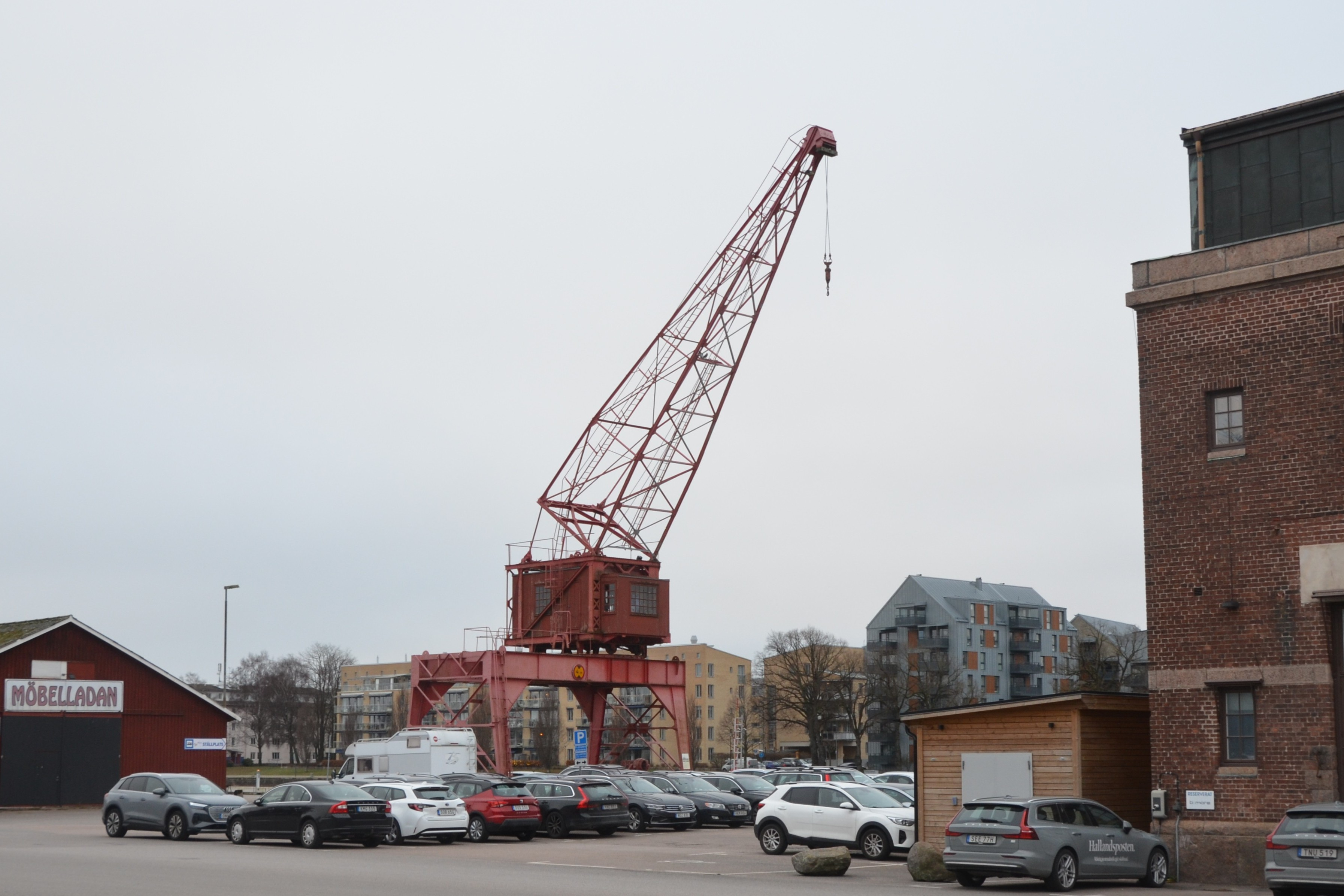
Kran 2 på Tullhuskajen

Östra förstaden är en stadsdel på den östra sidan av Nissan i Halmstad, längs med den tidigare Halmstads hamn.
Halmstad stad beslöt 1881, då staden hade 8 674 invånare, att upprätta en byggnadsordning och en plan för en ny stadsdel på Öster för att hindra att ytterligare hus slogs upp hur som helst där. Staden inköpte mark från Sperlingsholms gård och uppdrog åt Herman Henrik Krutmeijer (1831-1895) från Gävle att upprätta stadsplanen, vilken fastslogs 1884 av Kunglig Majestät. Krutmeijers plan för en östra förstad omfattade ett större område än det som sedan kom att genomföras som Östra förstaden, med rutnät på båda sidor om Österbro och på östra sidan av järnvägen. Den del som genomfördes fram till ungefär första världskriget var ungefär sju kvarter väster om järnvägen, söder om Fredsgatan och norr om Bredgatan (i höjd med centralstationen!).
År 1887 fastslogs namnen på de första gatorna: Viktoriagatan, Kungsgatan, Kaptensgatan, Bredgatan och Syskonhamnsgatan. Stationsgatan fanns redan tidigare sedan 1870-talet som tillfartsväg till järnvägsstationen för Halmstad-Nässjö Järnvägar, Mellersta Hallands Järnväg och Skåne-Hallands Järnväg, idag Halmstads centralstation. Gatorna gjordes breda och raka och i flera fall trädkantade. Viktoriagatan gjordes hela 36 meter bred mellan husraderna. I mitten av Viktoriagatan beslöt stadsfullmäktige 1887 att anlägga en 13,5 meter bred plantering. Där planterades en lindallé och anlades en grusad promenadväg i mitten mellan och Strandgatan och Stationsgatan. 
Både den nord-sydliga och den väst-östliga genomgångstrafiken i Halmstad gick tidigare via Österbro och Viktoriagatan. Österbro kompletterades 1956 med Slottsbron, Halmstad, men Viktoriagatan fortsatte att vara den stora genomfartsgatan på östra sidan av ån.
Stadsdelen byggdes under slutet av 1800-talet och början av 1900-talet upp med - oftast påkostade - stenhus på tre-fem våningar, i huvudsak bostadshus, men också med några institutionsbyggnader. Kvar från den tidigare hamnverksamheten finns de tidigare byggnaderna för Tullverket, Halmstads Stuveri AB och Sjömanshus. Flera hotell byggdes i närheten av järnvägsstationen, bland annat paradhotellet Grand Hotel på Stationsgatan, som invigdes 1905. Också en av hamnkranarna Kran 2 har bevarats på kajen mot Nissan.

## Byggnader i Östra Förstaden i urval
- Halmstads centralstation, Stationsgatan
- Grand Hotel, Stationsgatan
- Hotel Continental, Kungsgatan
- Sveriges riksbanks avdelningskontor, Strandgatan
- Halmstads och Tönnersjö häraders tingshus, Bredgatan
- Kommunala flickskolan i Halmstad, Kungsgatan/Syskonhamnsgatan
- Sjömanshuset, Bredgatan
- Tullhuset, Strandgatan
- Halmstads stuveribolags hus, Stuverigatan
- Immanuelskyrkan, Strandgatan
- Gamla Folkets hus, Fredsgatan/Kungsgatan
- Gamla stadsbiblioteket, Fredsgatan

## Bildgalleri

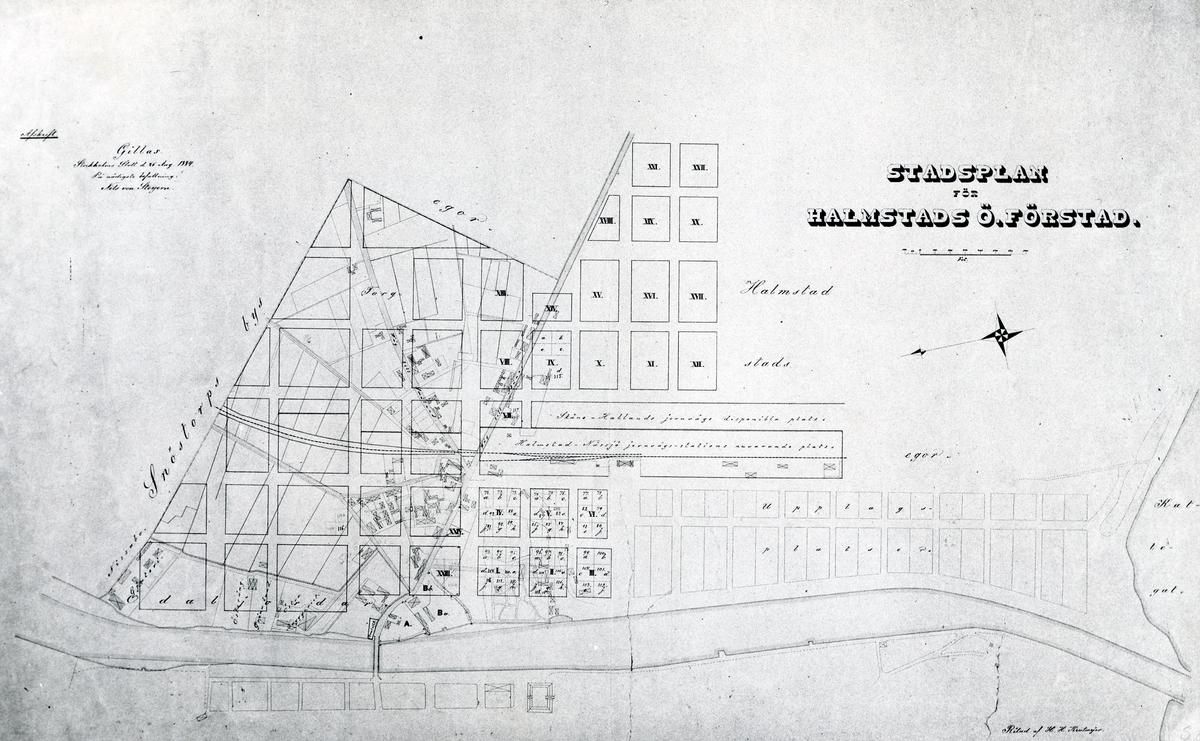
Stadsplan för Östra förstaden, fastställd 1884
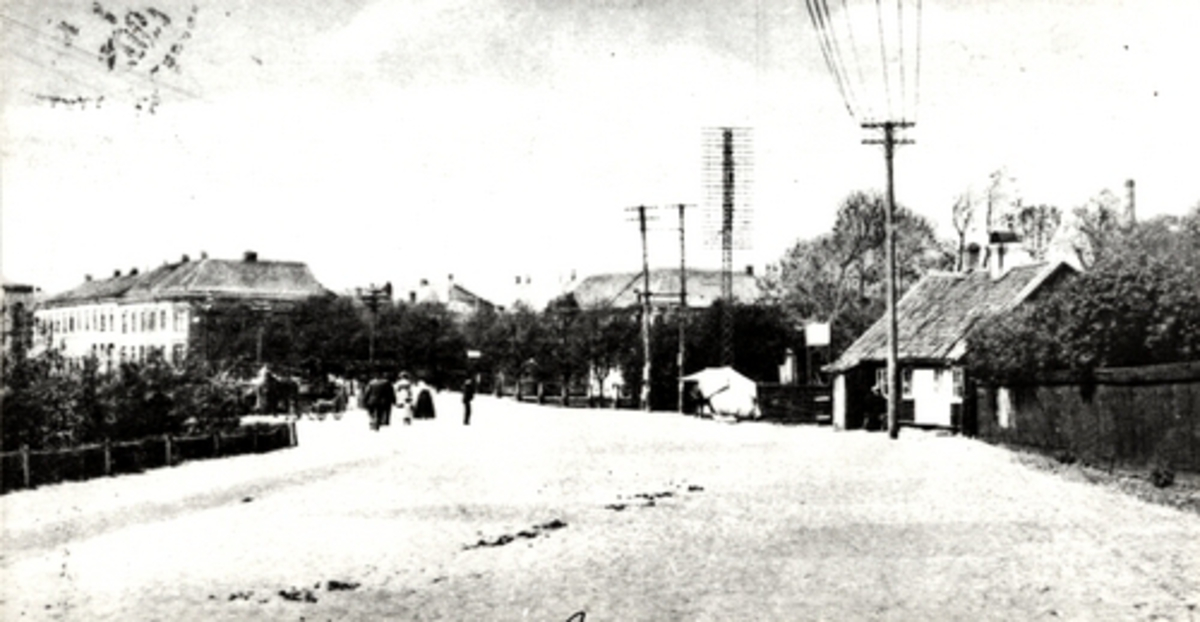
Laholmsvägen vid Österskans, tidigt 1900-tal
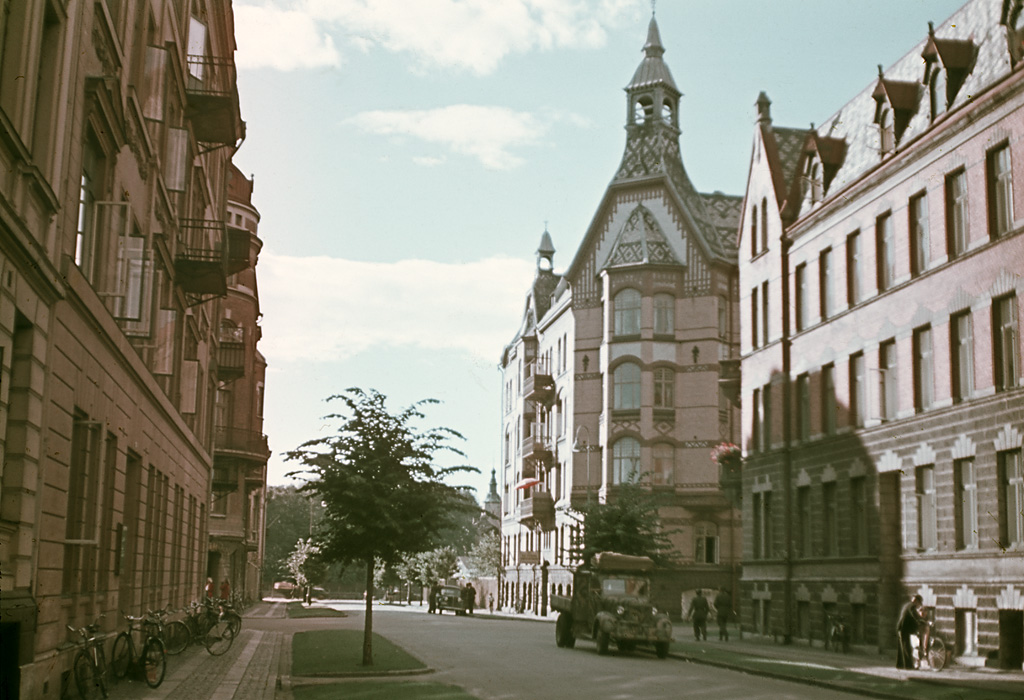
Kaptensgatan västerut, 1935
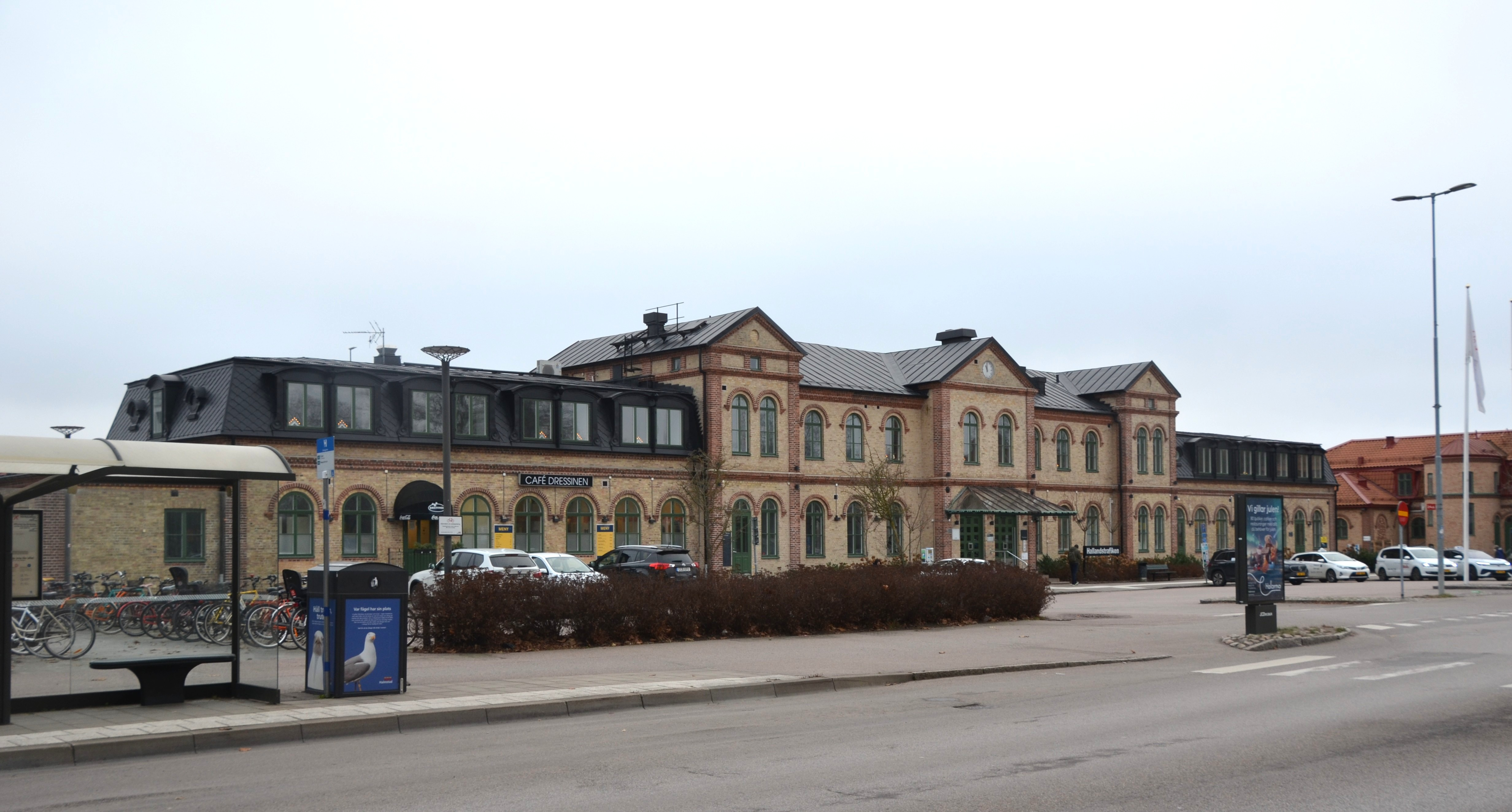
Halmstads centralstation
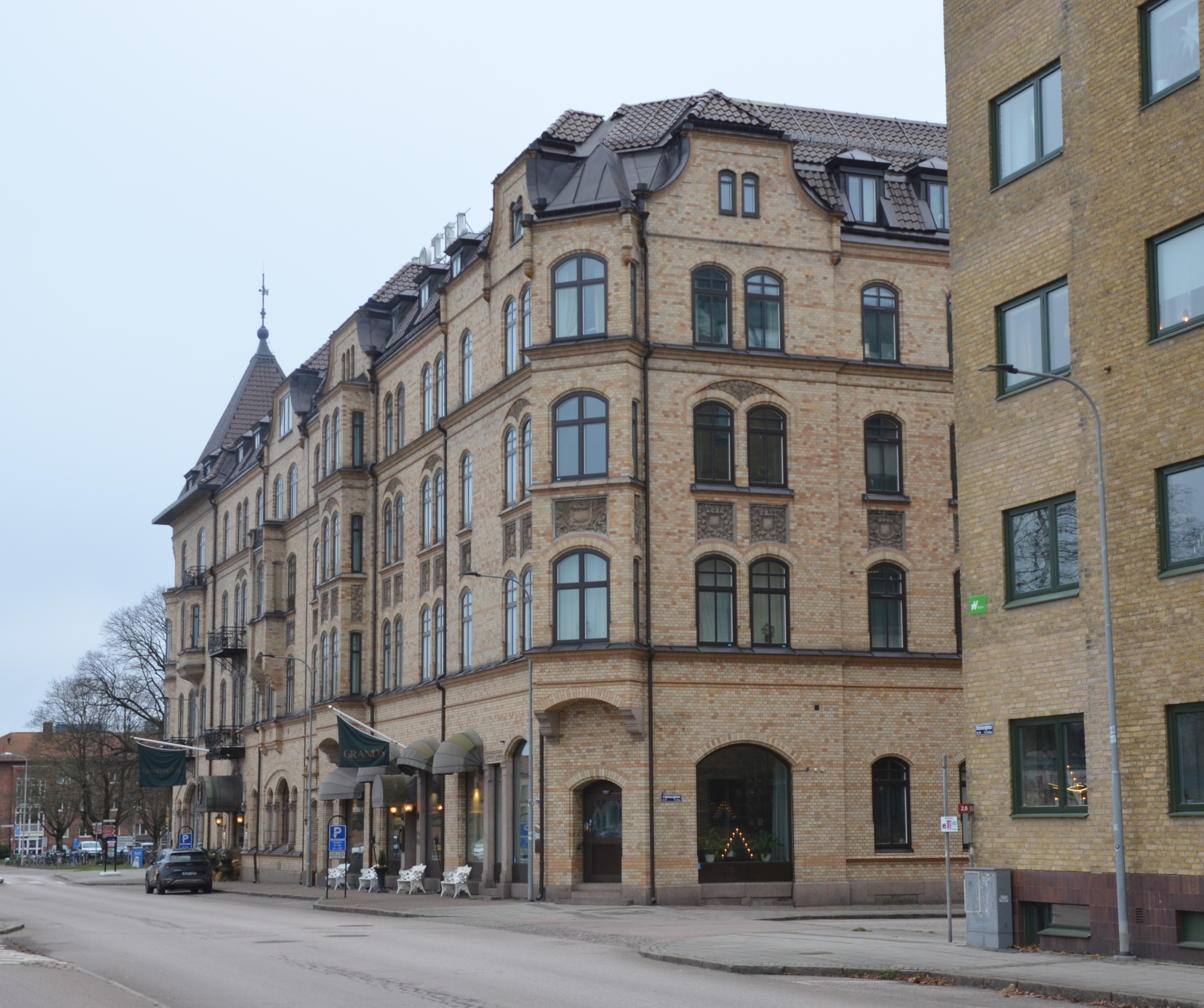
Grand Hotel
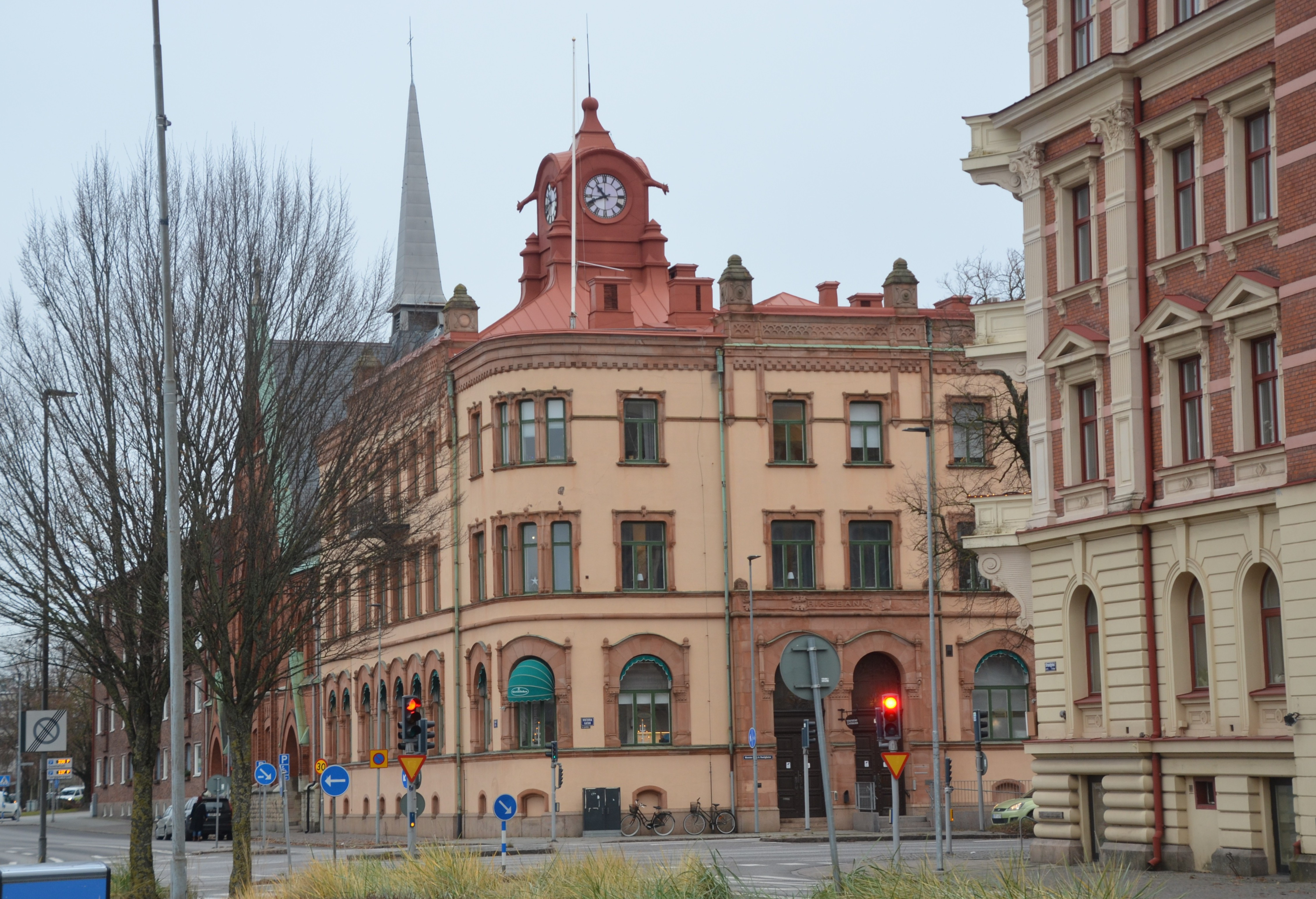
Sveriges riksbanks avdelningskontor
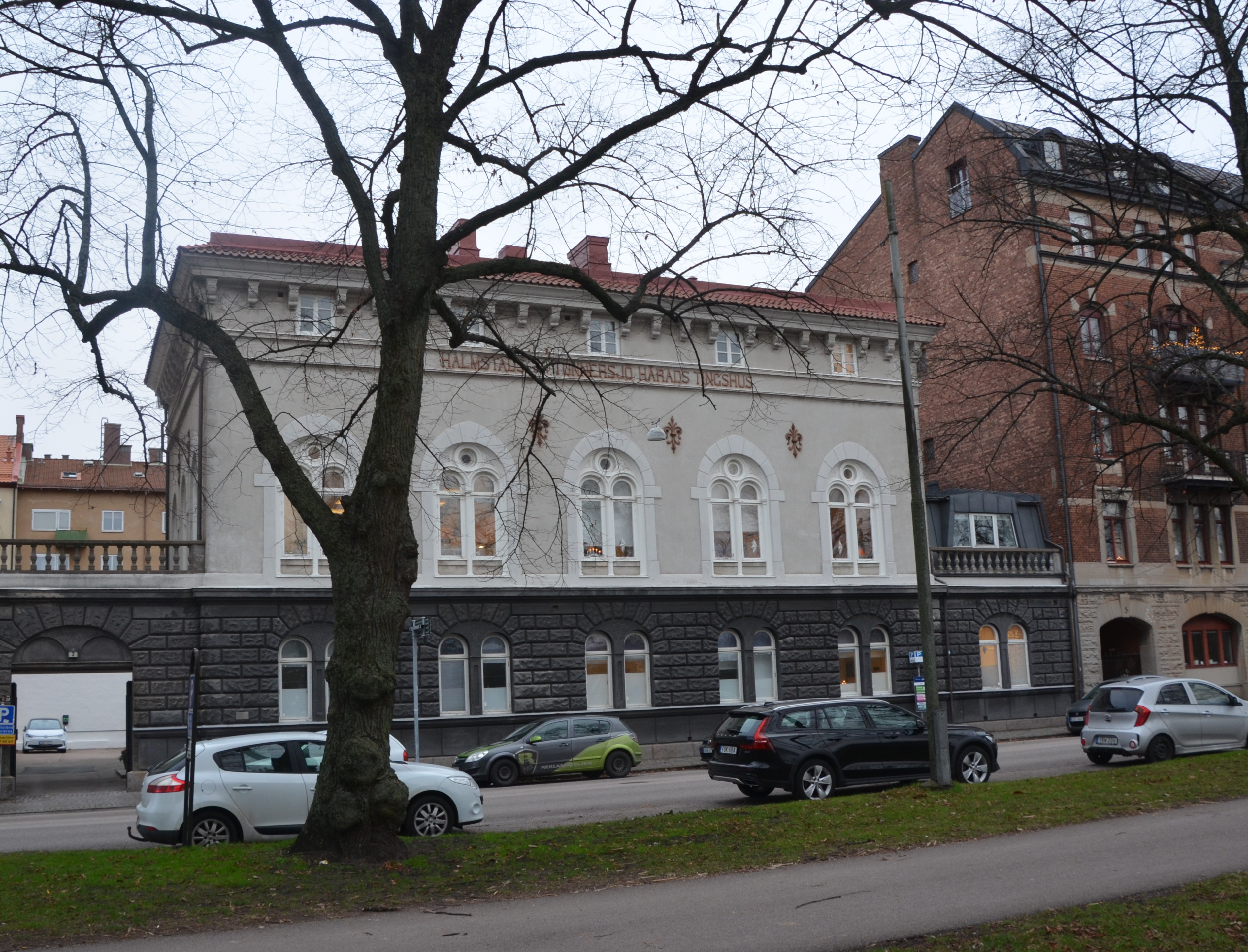
Halmstads och Tönnersjö häraders tingshus
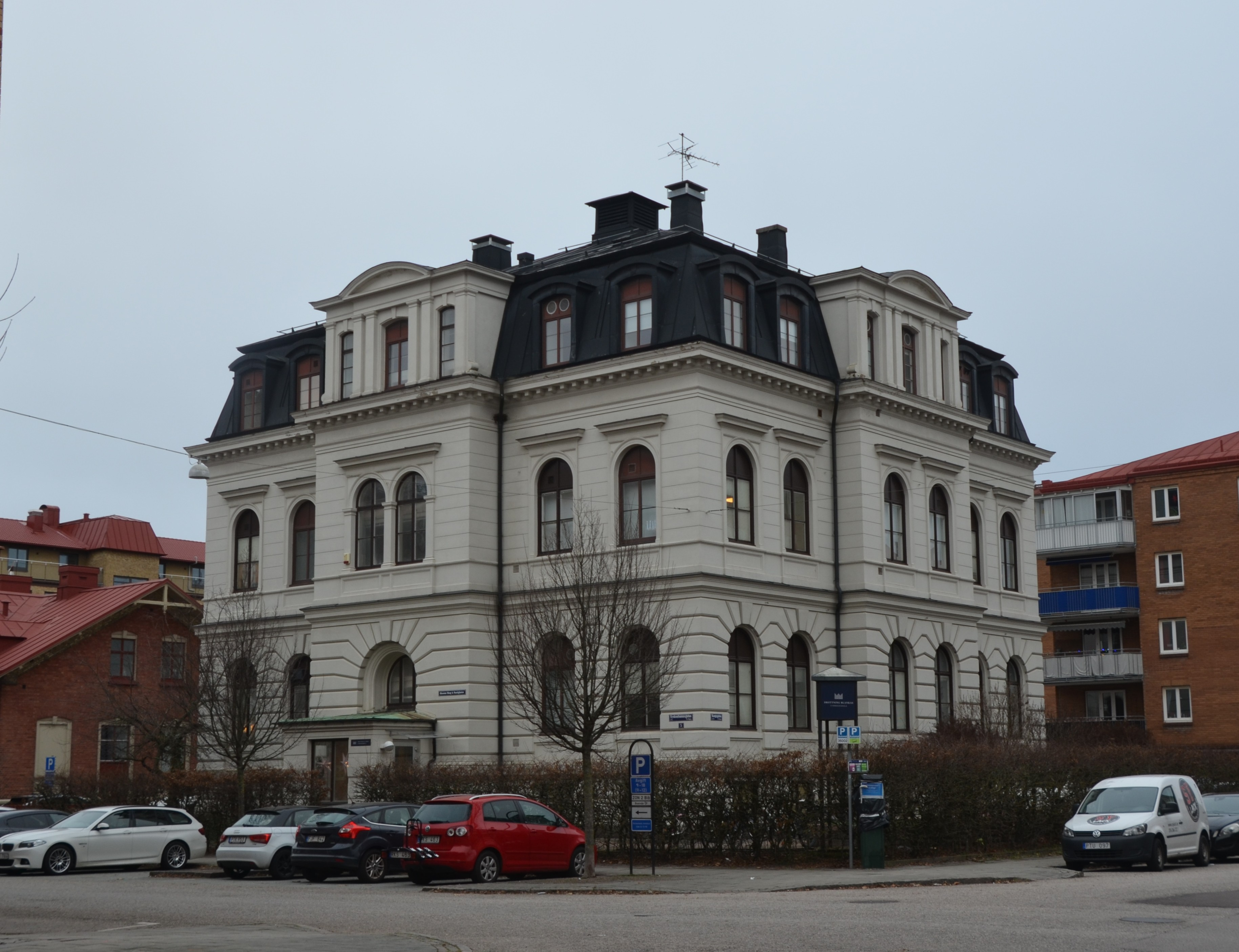
Kommunala flickskolan i Halmstad
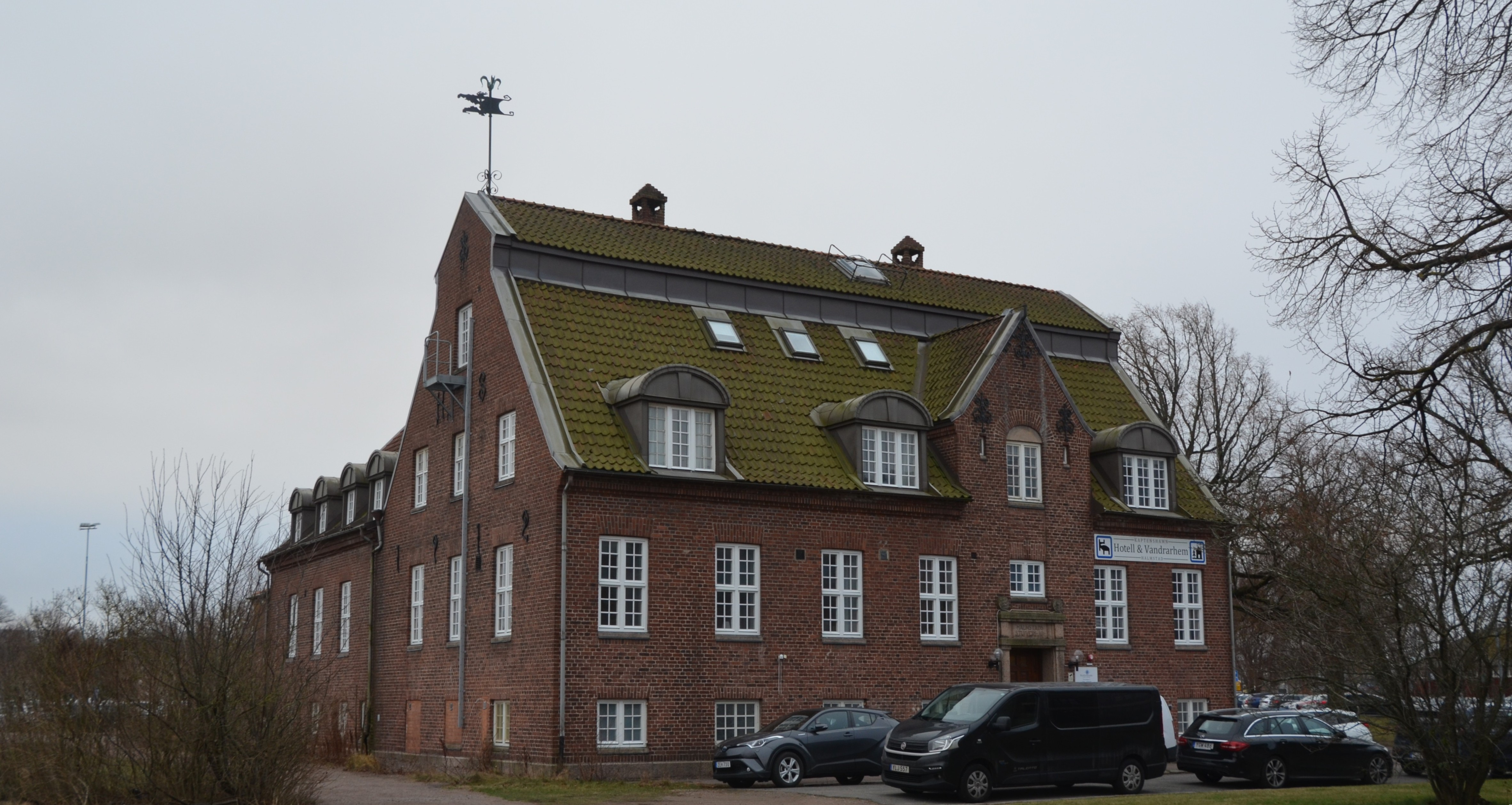
Halmstads Stuveri AB
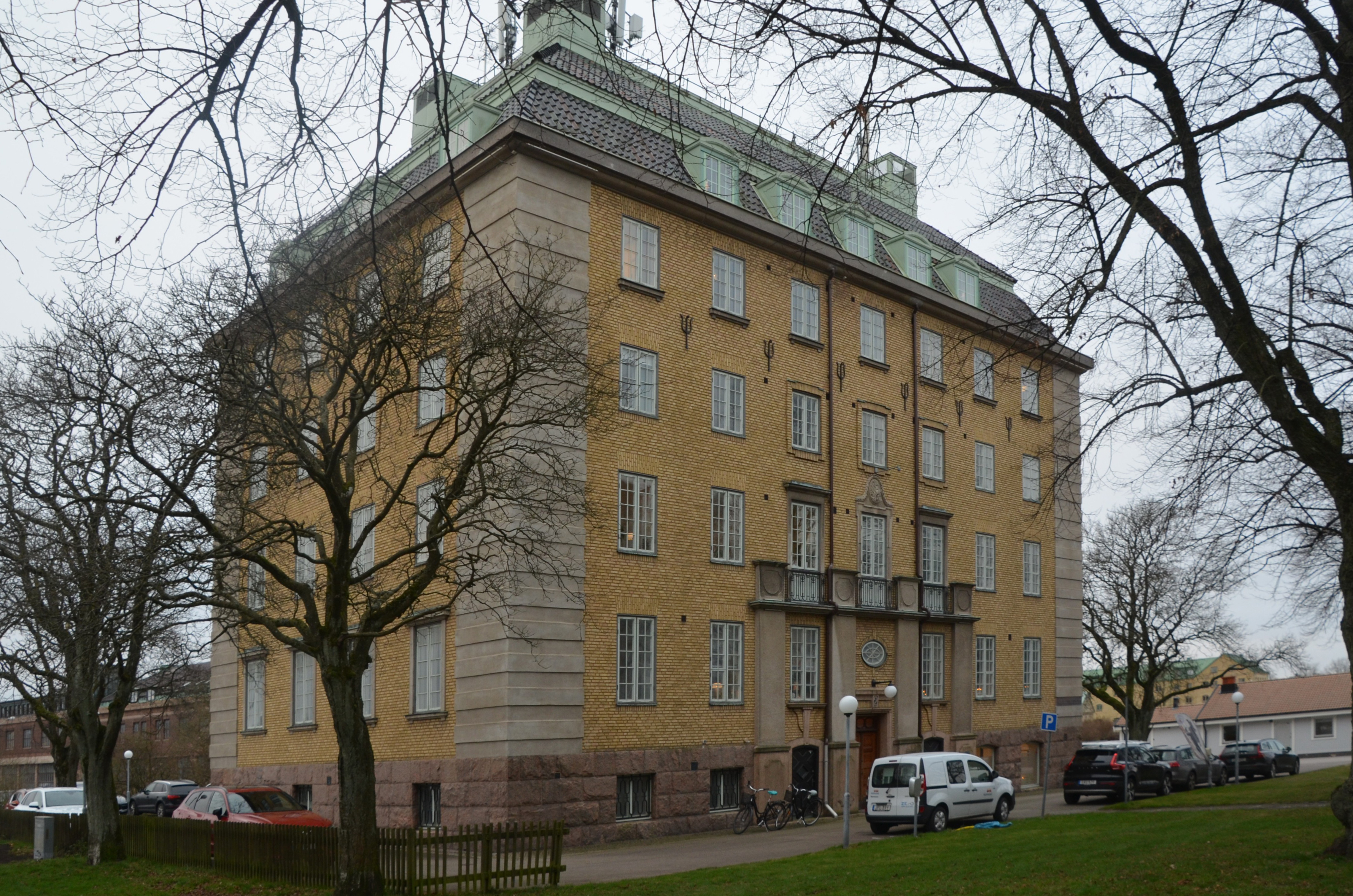
Sjömanshuset
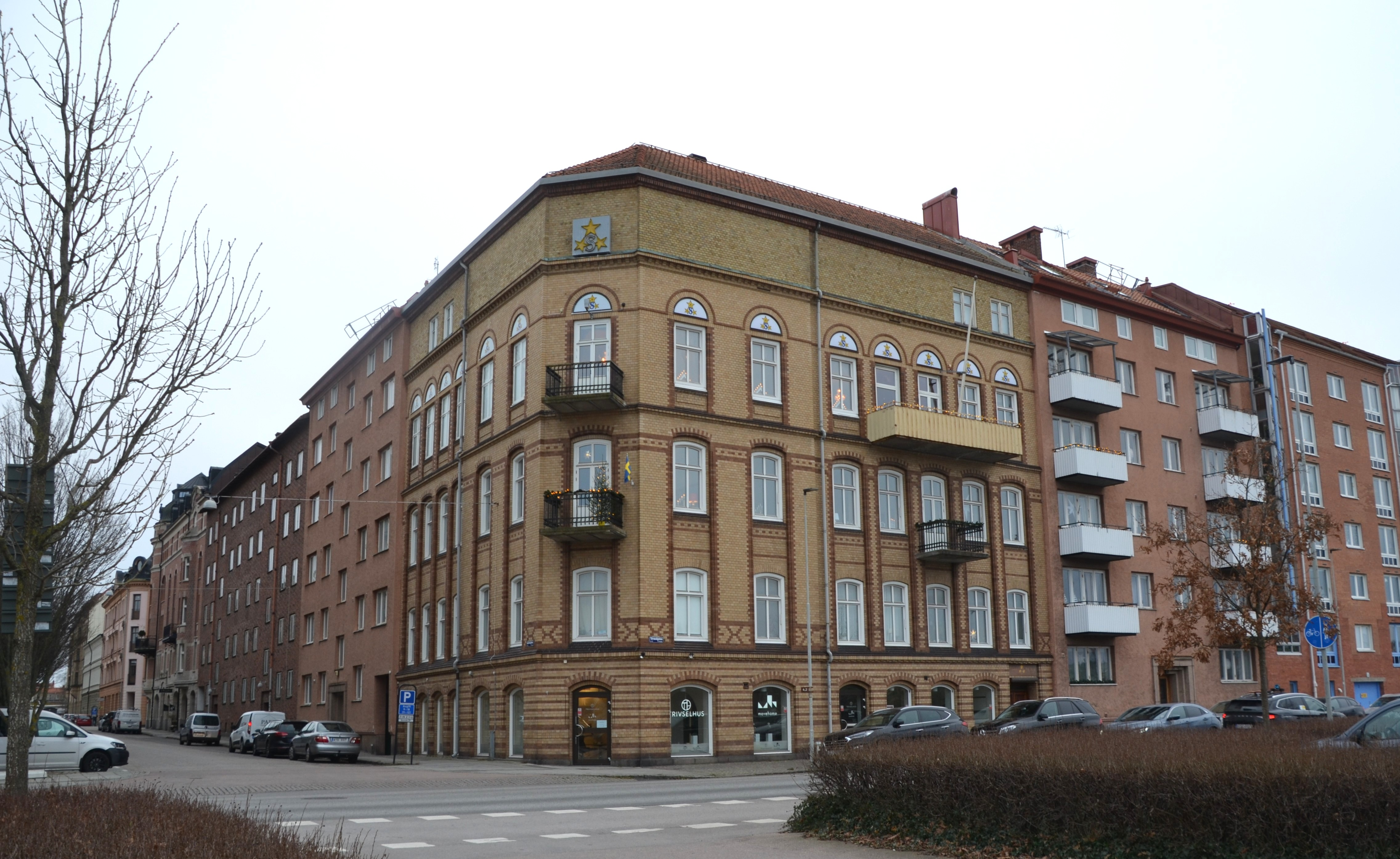
Sirius-Ordens byggnad vid Strandgatan
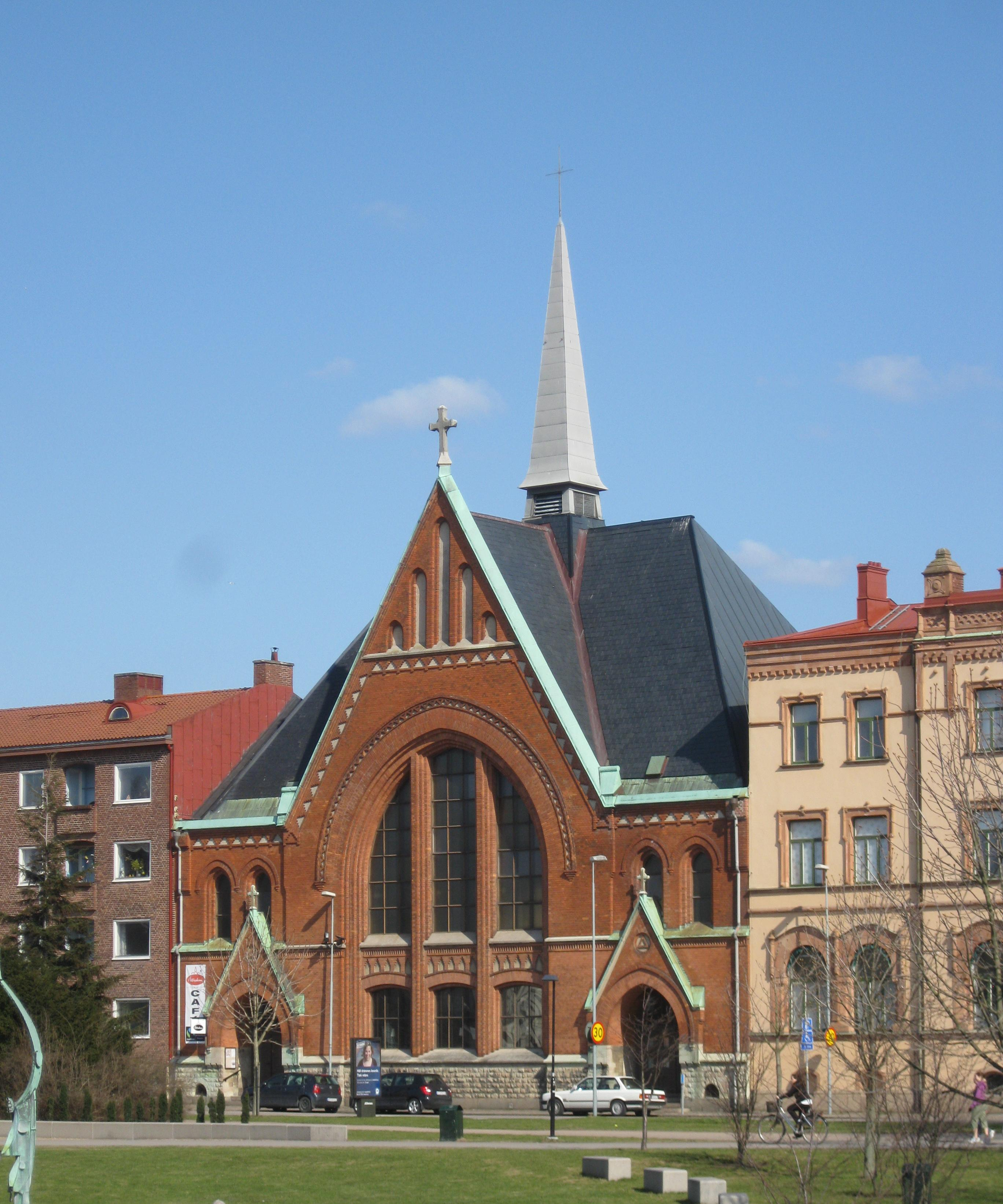
Immanuelskyrkan, Halmstad